# カテドラル (バンド)
カテドラル（Cathedral）は、イギリス・コヴェントリー出身のドゥームメタル・バンド。

## 歴史

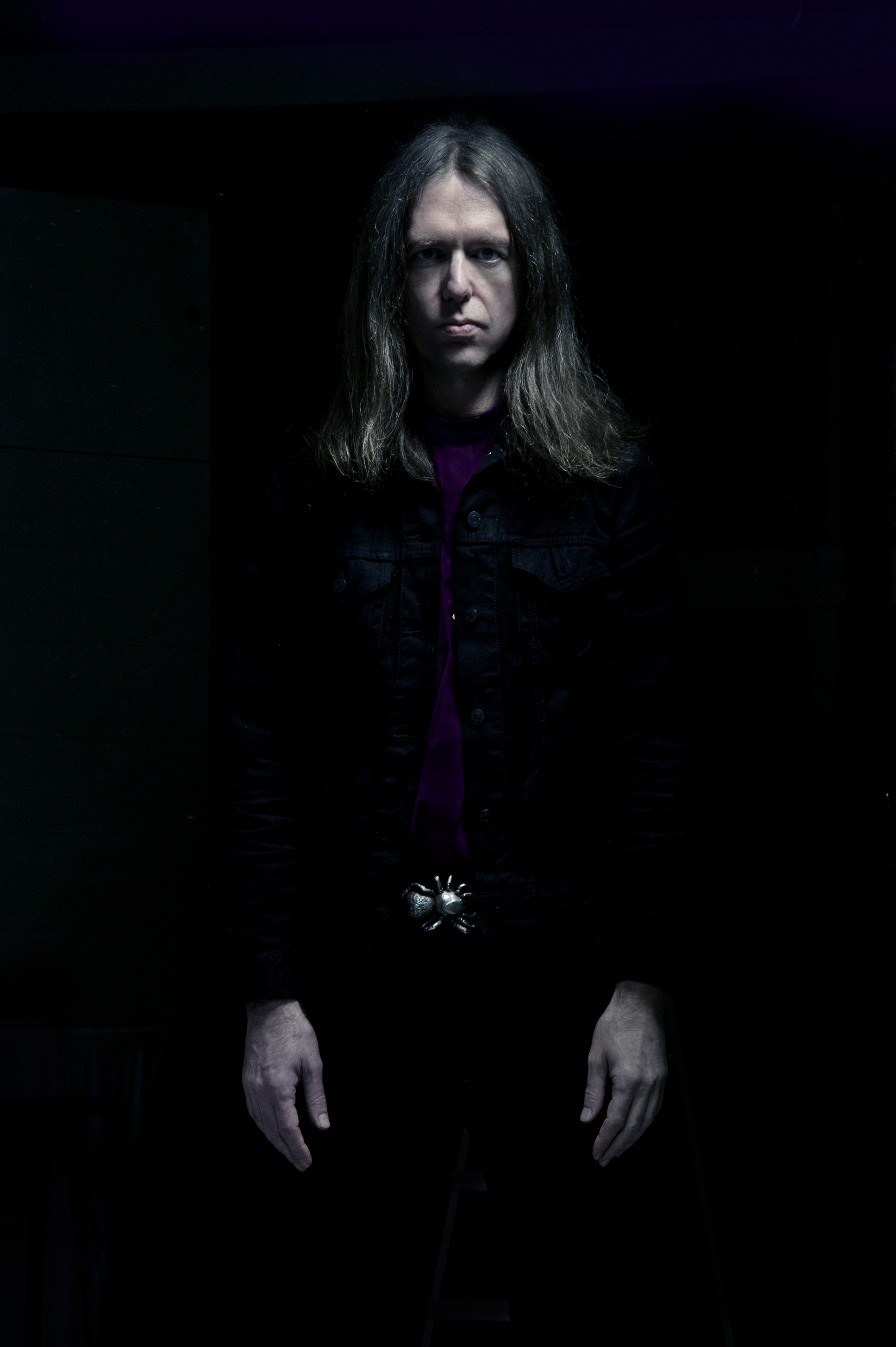
リー・ドリアン(Vo)

ナパーム・デスのボーカリストであったリー・ドリアンと、カーカスのローディーであったマーク “グリフ” グリフィス、及び元アシッド・レイン (Acid Reign)のギタリスト・ギャリー “ギャズ” ジェニングスによって1989年に結成された。1991年、彼らはイヤーエイク・レコードから極めて重く遅いドゥーム・メタル作品『この森の静寂の中で』を発表、シーンで脚光を浴びる。
しかし次作の『デカダンス』以降、早い段階から1970年代のヘヴィメタルやハードロックの要素を取り入れ、今日ではストーナー・ドゥームと呼ばれる音楽性の作品をリリースしていく。3作目の『カーニヴァル・ビザール』発表時期よりラインナップが安定し、オリジナル・メンバーはリー・ドリアンとギャズの2名、および後に加入したレオ・スミーとブライアン・ディクソンという体制になった。
2001年、アルバム『エンドタイム』を最後にイヤーエイク・レコードを離脱。その後はリー・ドリアンのレーベルであるライズ・アバヴ・レコーズから作品を発表するようになった。日本での配給元はデビュー以来、2005年までトイズファクトリーであった。
2005年リリースのアルバム『ザ・ガーデン・オブ・アンアースリー・デライツ』のデジパック盤については、「匂い付きCD」であることが特筆事項として挙げられる。CD（リンゴの絵が印刷されている）が擦られたりCDプレイヤーの発熱で暖められたりすることでリンゴの匂いを発する。しかし（わざとかどうかは不明だが）、しばらくすると匂いが薄れてきて、リンゴというよりはむしろセロリのような匂いを発するようになってしまう。
2006年10月14日に行われた日本のヘヴィメタル・フェスティバル「LOUD PARK 06」に出演。
2011年2月6日、次のスタジオ・アルバムを最後に解散することを表明。2013年4月、10thアルバム『ザ・ラスト・スパイアー』をリリースし解散した。最終的な活動歴は20年以上に及んだ。

## メンバー

### 解散時のメンバー
- リー・ドリアン (Lee Dorian)  - ボーカル (1989年- )
- ギャリー・ジェニングス (Garry "Gaz" Jennings) - ギター (1989年- ) / ベース (1993年-1994年) / キーボード (1994年-1996年)
- ブライアン・ディクソン (Brian Dixon)- ドラムス (1994年- )
- スコット・カールソン (Scott Carlson) - ベース (2011年- 、1995年ライブ)

### 途中脱退したメンバー
- アダム・レハン (Adam Lehan) - ギター (1989年-1994年)
- マーク・グリフィス (Mark Griffiths) - ベース (1989年-1992年)
- ベン・モックリー (Ben Mochrie) - ドラムス (1990年)
- マイク・スマイル (Mike Smail) - ドラムス (1991年)
- マーク・ラムジー・ウォートン (Mark Ramsey Wharton) - ドラムス (1992年-1994年) / キーボード (1992年)
- レオ・スミー (Leo Smee) - ベース (1994年-2011年)

ライブ・ミュージシャン
- ヴィクター・グリフィン (Victor Griffin) - ギター (1994年)
- ジョー・ハッセルヴァンダー (Joe Hasselvander) - ドラムス (1994年)
- デイヴ・ホーニャク (Dave Hornyak) - ドラムス (1995年)
- マックス・エドワーズ (Max Edwards) - ベース (2003年-2004年)

## ディスコグラフィ

### スタジオ・アルバム
- 『この森の静寂の中で』 - Forest Of Equilibrium (1991年)
- 『デカダンス』 - The Ethereal Mirror (1993年)
- 『カーニヴァル・ビザール』 - The Carnival Bizarre (1995年)
- 『スーパーナチュラル・バース・マシーン』 - Supernatural Birth Machine (1996年)
- 『キャラバン・ビヨンド・レディンプション』 - Caravan Beyond Redemption (1998年)
- 『エンドタイム』 - Endtyme (2001年)
- 『セブンス・カミング』 - The VIIth Coming (2002年)
- 『ザ・ガーデン・オブ・アンアースリー・デライツ』 - The Garden of Unearthly Delights (2005年)
- 『ザ・ゲッシング・ゲーム』 - The Guessing Game (2010年)
- 『ザ・ラスト・スパイアー』 - The Last Spire (2013年)

### EP
- Soul Sacrifice (1992年)
- Twylight Songs (1993年)
- 『スタティック・マジック』 - Statik Majik (1994年)
- In Memoriam (1994年)
- Cosmic Requiem (1994年)
- 『ホプキンス』 - Hopkins (The Witchfinder General) (1996年)

### ライブ・アルバム
- 『アニヴァーサリー』 - Anniversary (2011年)

### コンピレーション・アルバム
- Soul Sacrifice / Statik Majik (1999年)
- 『イン・メモリアム』 - In Memoriam (1999年)
- 『サーペンツ・ゴールド』 - Serpent's Gold (2004年)

### 参加コンピレーション・アルバム
- Various Artists : 『ゴッズ・オヴ・グラインド』 - Gods of Grind (1992年)
- Various Artists : 『ブラック・サバスに告ぐ!』 - Masters Of Misery : An Earache Tribute (1992年)
- Various Artists : 『耳栓：イヤープラグド』 - Earplugged (1994年)
- Various Artists : 『耳栓：イヤープラグド2』 - Earplugged 2 (1995年)

### 映像作品
- Our God Has Landed ※同名で2種類の映像作品がある。
  - 1998年作の国内版VHS『アワー・ゴッズ・ハズ・ランデッド (ライブ・イン・トーキョー)』は1997年の東京「On Air East」でのライブ映像を収録。(トイズファクトリー / TFVR-68538)
  - 2001年作の海外版DVDはプロモーションビデオ集、及び1992年「GODS OF GRIND TOUR」ロンドン公演の映像を収録。
- Various Artists : iCrusher (2001年)